# Fernando Andrade dos Santos
Fernando Andrade dos Santos (8 de enero de 1993) es un futbolista brasileño que juega como delantero y milita en el Amedspor de la TFF Primera División.
Jugó para clubes como el São Caetano, Vissel Kobe, Guarani, Rio Branco, Oriental, Penafiel y Santa Clara.

## Trayectoria

### Clubes
| Club                     | País           | Año       |
| ------------------------ | -------------- | --------- |
| A. D. São Caetano        | Brasil         | 2012-2013 |
| Vissel Kobe (cedido)     | Japón          | 2012      |
| Guarani F. C.            | Brasil         | 2014      |
| Rio Branco E. C.         | Brasil         | 2015      |
| Oriental de Lisboa       | Portugal       | 2015-2016 |
| F. C. Penafiel           | Portugal       | 2016-2017 |
| C. D. Santa Clara        | Portugal       | 2017-2019 |
| F. C. Porto              | Portugal       | 2019-2023 |
| Sivasspor (cedido)       | Turquía        | 2019-2020 |
| Çaykur Rizespor (cedido) | Turquía        | 2020-2021 |
| Al-Fayha F. C. (cedido)  | Arabia Saudita | 2021-2022 |
| Casa Pia A. C.           | Portugal       | 2023-2024 |
| Sakaryaspor              | Turquía        | 2024-2025 |
| Amedspor                 | Turquía        | 2025-     |

## Palmarés

### Títulos nacionales
| Título                      | Club        | País     | Año  |
| --------------------------- | ----------- | -------- | ---- |
| Primeira Liga               | F. C. Porto | Portugal | 2022 |
| Copa de Portugal            | F. C. Porto | Portugal | 2022 |
| Supercopa de Portugal       | F. C. Porto | Portugal | 2022 |
| Copa de la Liga de Portugal | F. C. Porto | Portugal | 2023 |
| Copa de Portugal            | F. C. Porto | Portugal | 2023 |